# ايكوكروم 2
ايكوكروم 2 (بالإنجليزية: Echochrome II)‏ ، هي لعبة فيديو إلكترونية من نوع ألغاز، نشرها شركة سوني كمبيوتر إنترتنمنت سنة 2010م.